# José Guerra Campos
José Guerra Campos (Ames, La Coruña, 13 de septiembre de 1920 - Sentmenat, Barcelona, 15 de julio de 1997) fue un obispo, teólogo y filósofo español.

## Biografía

### Formación
Cursó estudios en el Seminario Diocesano Conciliar de Santiago de Compostela hasta la etapa final de la guerra civil española, cuando tuvo que combatir en la 108.ª División franquista. En 1940 fue enviado a continuar sus estudios en la Pontificia Universidad Gregoriana de Roma, donde obtuvo el Baccalaureatus en Sagrada Teología en 1943. Durante su estancia en Roma fue colegial del Pontificio Colegio Español. 
Regresa a España para continuar sus estudios en la Universidad Pontificia de Salamanca, donde obtiene la licenciatura y el doctorado en Sagrada Teología. 

### Trayectoria sacerdotal y docente
Fue ordenado sacerdote el 15 de octubre de 1944. Entre 1945 y 1964 fue profesor en el Seminario Diocesano de Santiago de Compostela, donde impartió las asignaturas de Historia de la Filosofía, Teología, Derecho y Sagrada Escritura. También fue profesor de Historia de las religiones y de Historia de la Iglesia en el Instituto de Cultura Religiosa Superior. Además, ejerció la docencia en las Facultades de Medicina y de Farmacia de la Universidad de Santiago de Compostela, impartiendo la asignatura de Deontología general y médica. 
En 1951 obtuvo por oposición el cargo de Canónigo "clavero" de la Catedral compostelana. Entre 1945 y 1964 fue Consiliario de los Jóvenes Universitarios de Acción Católica; viceconsiliario de la Archicofradía Universal del Apóstol Santiago y director de su boletín «Compostela»; secretario de las Juntas de los Años Santos Jacobeos; miembro del Centro de Estudios Jacobeos y del Instituto Padre Sarmiento de Estudios Gallegos (del CSIC); director adjunto en una fase de las excavaciones arqueológicas en la Catedral de Santiago de Compostela.
Entre 1962 y 1963 fue consultor del episcopado español en el Concilio Vaticano II. 

### Episcopado
Fue nombrado obispo titular de Mutia y obispo auxiliar de Madrid-Alcalá el 15 de junio de 1964, siendo consagrado el 26 de julio de 1964. Como obispo participó en las sesiones del Concilio de 1964 y 1965, con intervención especial sobre el ateísmo marxista en la constitución «Gaudium et spes».
Terminado el Concilio, fue miembro del Secretariado pontificio para los no creyentes (1965-1973), del Comité de enlace de las Conferencias Episcopales Europeas (1965-1972), y representante del Episcopado Español en el Primer Sínodo de Obispos en Roma (1967), siendo convocado también para el segundo por la Secretaría del Sínodo (1969).
De 1964 a 1972 fue secretario general del episcopado español, presidente de la Unión Nacional de Apostolado Seglar, consiliario de la Junta Nacional de la Acción Católica Española, presidente de la Comisión Católica Española de la Infancia, presidente del Comité Rector de la Campaña contra el hambre en el mundo, director del Instituto Central de Cultura Religiosa Superior. Fue miembro hasta 1976 de la Junta del Patronato Menéndez y Pelayo del CSIC, y presidente de la Comisión Asesora de Programas Religiosos de RTVE hasta 1973.
En 1967 fue nombrado procurador en las Cortes Españolas por designación del Jefe del Estado, cargo que ejercerá hasta 1976.  Fue uno de los 59 procuradores que el 18 de noviembre de 1976 en las Cortes Españolas votaron en contra de  la Ley para la Reforma Política que derogaba los Principios Fundamentales del Movimiento.
En abril de 1973 fue nombrado Obispo de Cuenca. Fue inspirador de la revista religiosa Iglesia-mundo y de la Hermandad Sacerdotal Española, que llegó a agrupar a 6 000 sacerdotes que querían preservar la doctrina y la praxis tradicional de la Iglesia tras el Concilio Vaticano II.

#### Transición
En 1978 apoyó y suscribió la pastoral del cardenal Marcelo González, arzobispo de Toledo y primado de España, denunciando los errores de la Constitución de 1978 días ante su referéndum de ratificación. Los principales errores señalados son: 
- La exclusión del nombre de Dios en una nación de bautizados.
- Falta de referencia a la ley natural, con lo que las leyes quedan a merced de los poderes públicos.
- Falta de garantías para la libertad de enseñanza y de seguridad a los padres para la formación religiosa de sus hijos.
- Falta de tutela para los valores de la familia y del matrimonio, abriendo las puertas del divorcio.
- Y la omisión del veto explícito al aborto.

Además de Guerra Campos también la apoyaron y suscribieron otros siete obispos -la "gloriosa minoría"-: Segundo García, arzobispo de Burgos; Pablo Barrachina obispo de Orihuela-Alicante; Demetrio Mansilla, obispo de Ciudad Rodrigo; Ángel Temiño, obispo de Orense; don Laureano Castán, obispo de Sigüenza-Guadalajara; Luis Franco, obispo de Tenerife; y Francisco Peralta, administrador apostólico de Vitoria.

#### Muerte
Falleció en Senmanat (Barcelona), en una residencia de la Sociedad Misionera de Cristo Rey, instituto erigido por él mismo en 1994, y sus restos fueron inhumados en la catedral de Cuenca el día 17 de julio de 1997.

## Obras

### Libros:
- Renovación de la comunidad eclesial (1969).
- Bibliografía (1950-1969) Veinte años de estudios jacobeos (1972).
- Confesionalidad religiosa del Estado (1973).
- La lección de Santo Tomás como intelectual santo (1975).
- La monarquía católica (1976).
- Ateísmo hoy (1978). A veces aparece con el título Lecciones sobre ateísmo contemporáneo.
- Amor, deber y permisivismo (1978).

- Ley de divorcio y el Episcopado Español (1976-1981) (1981).

- Exploraciones arqueológicas en torno al Sepulcro del Apóstol Santiago (1983).

## Sucesión
| Predecesor:                          | Obispo titular de Mutia 15 de junio de 1964 - 13 de abril de 1973   | Sucesor: Rafael Bellido Caro  |
| Predecesor: -                        | Secretario General de la Conferencia Episcopal Española 1966 - 1972 | Sucesor: Elías Yanes Álvarez  |
| Predecesor: Inocencio Rodríguez Díez | Obispo de Cuenca 13 de abril de 1973 - 26 de abril de 1996          | Sucesor: Ramón del Hoyo López |

- Datos: Q5940227
- Multimedia: José Guerra Campos / Q5940227